# Pachygnatha xanthostoma
Pachygnatha xanthostoma là một loài nhện trong họ Tetragnathidae.
Loài này thuộc chi Pachygnatha. Pachygnatha xanthostoma được miêu tả năm 1845 bởi C. L. Koch.